# Hrvoje Spajić
Hrvoje Spajić (Zagreb, 25. lipnja 1973.), hrvatski je povjesničar, polemolog i autor. Njegov znanstveni interes seže u bližu i daljnju prošlost svjetskih ishodišta suvremene civilizacije kako bi se pokušao dati odgovor na suvremena historiografska pitanja. Uz pisanje, bavi se i ilustriranjem knjiga, a preveo je knjižicu Randala Wallacea Braveheart. Umjetnička strast su mu izrada povijesnih zemljovida, proučavanje simbola i drevnih pisama. Također, područja zanimanja su mu kriptografija, kozmologija, astrologija, paleokontakti, mitologija, okultizam, hermetizam, misticizam, holizam, alkemija, gnosticizam, kabala, masonerija, korporatizam, imperijalizam te diktature nekad i danas.

Od 2015. godine član je Akademskog zbora IGK, a 2019. godine pokreće svoj vlastiti blog Parlatoria.com. 

## Odrastanje i obrazovanje
Rodom Zagrepčanin, Hrvoje Spajić završava osnovnu i srednju školu (ŠPU) u rodnom zavičaju. Na Filozofskom fakultetu Sveučilišta u Zagrebu upisuje jednopredmetnu povijest. Diplomirao je u rujnu 2001. godine na temu iz njemačke ratne povijesti pod naslovom "Waffen-SS: Vojnici nacionalsocijalizma 1933. – 1945. U Komisiji su bili njegova mentorica prof.dr.sc. Mira Kolar i tadašnji znanstveni novak (asisent) Tvrtko Jakovina. Ocijenivši diplomski rad s vrlo dobrim, predloženo je da se još nedovoljno istražena tema u Hrvatskoj obradi na nepristrani historiografski način. Uloživši dvije godine daljnjeg istraživanja vodeće svjetske literature uglavnom na engleskom jeziku, mladi povjesničar, nakon što se zaposlio u izdavačkoj kući P.I.P Pavičić, upoznaje istaknutoga hrvatskog povjesničara prof.dr.sc. Hrvoja Matkovića i predaje mu rukopis na recenziju. Ocijenivši rukopis zadovoljavajućim, Hrvoje Matković sugerira mladom istraživaču proširivanje teksta ne samo na vojnu nego i na političku dimenziju. Paralelno je rukopis predan na recenziju i istaknutoj hrvatskoj povjesničarki Miri Kolar-Dimitrijević.
Nakon što je prof.dr.sc. Hrvoje Matković uvidio da je mladi autor prihvatio sugestije i ispravio neke sitnije historiografske fakte te proširio tekst, rukopis dobiva pozitivne recenzije. Zaposlivši se u međuvremenu u izdavačkoj kući "Stih", mladi povjesničar dolazi u kontakt s urednikom spomenute izdavačke kuće, Antom Kostelićem, kojemu je predan rukopis na čitanje. Jedan od najvećih svjetskih skijaških trenera prepoznao je vrijednost i nepristranost rukopisa, uvažio autoritet recenzenata i podupro tada nepoznatog i mladog povjesničara. Ubrzo zatim dolazi do sklapanja Ugovora o objavljivanju knjige koja izlazi iz tiska u travnju 2010. pod naslovom "Waffen-SS: Mračne sile zločinačke politike - Vojnici nacionalsocijalizma 1933. – 1945". Knjiga je predstavljena u konferencijskoj dvorani Muzeja Mimara, a neki istaknutiji mediji popratili su njezin izlazak u javnost. Riječ je, naime, o prvoj knjizi na hrvatskom jeziku koja ukratko obrađuje ustroj, organizaciju i borbeni put pripadnika Waffen-SS-a.

U svojim istraživanjima kao polemolog, Hrvoje Spajić u svojim knjigama, prvenstveno u onima o povijesti Waffen-SS-a, ističe povijesni primjer o Joachimu Peiperu, bojnom zapovjedniku SS Leibstandarte Adolf Hitler. Kriteriji za ulazak u ovu najelitniju Waffen-SS jedinicu, ističe naš polemolog u svojim djelima, bili su vrlo visoki. Pripadnici ove jedinice, koju povjesničari još zovu "Hitlerovi pretorijanci", bili su borbena elita Trećeg Reicha sve do kraja Drugog svjetskog rata. Njemačke regularne trupe (Wehrmacht, od 1935.) vojnike postrojbe Leibstandarte smatrali su "političkim vojnicima" jer su bili usko povezani s Nacističkom strankom, što je obilježje diktaotrskih režima u povijesti. Na taj je način, ističe povjesničar Spajić, Peiper ušao u NSDAP 1938. godine i to dovoljno govori da su regularne trupe njemačke vojske imale pravo. Pa ipak, Spajić ističe da je riječ o jednom od najopasnijih njemačkih vojnika, iako on nije bio profesionalni vojnik modernog standarda s obzirom na to da je pristupio stranci. Kao jedna od ključnih osoba tijekom posljednje njemačke ofenzive (Ardeni) na Zapadu 1944. – 5. godine, Peiper je preživio rat, ali je ubijen 1976. godine u Francuskoj, dok je radio kao prevoditelj pod pseudonimom "Reiner Buschmann.“ Nakon rata, priča Spajić, Peiper sudjeluje, kao zatvorenik, u sudskom procesu jer je bio sumnjičen za ratne zločine. No vlasti nikada nisu odobrile njegovu krivnju jer takvi dokazi nisu pronađeni. Mnogi ljudi misle da je imao veliku sreću jer nikada nije osuđen. Njegova supruga Sigurd 'Sigi' Hinrischen umrla je 1979. godine. Ostavili su troje djece iza sebe: Elkea, Hinricha i Silkea. Joachim Peiper i danas je, kako navodi Spajić, jedna od najkontroverznijih vojnih osobnosti koja je izašla iz krvavog vrtloga Drugog svjetskog rata.

## Znanstvene aktivnosti
Povjesničar Hrvoje Spajić dosad je objavio brojne znanstveno-popularne članke u "Hrvatskom slovu" i "Hrvatskom vojniku" (podlistak Bitke starog vijeka - povijest antičkog ratovanja). Nadalje, surađivao je kao stručni suradnik na pisanju članaka za Opću enciklopediju LZMK-a. Uz to sudjelovao je na projektu "Historia Universalis" kao sakupljač povijesnih činjenica (autor je najveće lente pod nazivom "Povijest kršćanstva do 1453."), njihove obrade i kao kartograf. Dosad je preveo knjižicu Randala Wallacea "Braveheart" u izdanju naklade "Stih". Stručni je suradnik portala Hrvatsko kulturno vijeće, časopisa History.Info i Vojna povijest (Serijal o Bliskom istoku) te Wikipedije gdje objavljuje članke povijesne, mitološke, kulturološke i političke tematike. Pohađao je višemjesečni tečaj Srednjoegipatskog jezika organiziranog pri Arheološkom muzeju (egiptolog Igor Uranić i lingvistica Kristina Šekrst). Član je Hrvatskog društva za bizantske studije.
U njegovoj prvoj knjizi iz 2010. godine pod naslovom Waffen-SS: Mračne sile zločinačke politike – Vojnici nacionalsocijalizma 1933. – 45. recenzentica prof. dr.sc. Mira Kolar-Dimitrijević ocijenila je autorovo djelo kao ono koje je „koncipirano kronološki i problematski i to na takav način da se kroz njega na jedan način vidi i povijest ratnih operacija Adolfa Hitlera. SS Schutzstaffel – zaštitne jedinice samoga Hitlera prošle su dugi proces razvoja od paravojnih organizacija do dijela državnih trupa, čiji je proces dovršen u vremenu od 1925. do 1934., da bi tada od 1934. do 1939. ti vojnici prolazili takvu selekciju da su samo najjači, najsposobniji, najizdržljiviji, ali i ideološki najprilagodljiviji mogli ostati u probranim jedinicama koje su dočekale početak Drugoga svjetskoga rata kada postaju i ostaju zbog atentata na Hitlera jedine borbene postrojbe u koje se Hitler pouzdavao.“ Prof.dr.sc. Hrvoje Matković u svojoj recenziji iznosi još da je „autor prikazao i strukturu cijele SS organizacije i odnos regularne vojske (Wehrmachta) i jedinica SS-a. Pratio je i djelovanje vodećih ljudi SS-a, a posebno Heinricha Himmlera, koji je bio na njegovu čelu. Također je obrađen i odnos Hitlera prema SS organizaciji, u koju je imao veliko povjerenje i učinio je privilegiranim dijelom njemačke oružane sile... Predložena obrada u stvari daje cjelovitu sliku uloge i nastupanja SS-a u predratnim i ratnim danima i prva je u nas s takvim sadržajem.“ 
U njegovoj drugoj knjizi pod naslovom Velika islamska osvajanja 632. – 750. autor obrađuje povijest ranih islamskih osvajanja, vojski nove religije koja se pojavila u Arabiji početkom 7. stoljeća. Rane su muslimanske vojske pronosile riječ Proroka šireći se nezaustavljivo od Arapskog poluotoka preko sjeverne Afrike do Španjolske i Francuske. Početak kraja velike ekspanzije najavili su unutarnji sukobi i podjele unutar islamskog svijeta, a opasnost po Europu oslabljena je neuspješnom opsadom Konstantinopola 717. godine te porazom islamskih snaga u odlučnoj bitci kod Poitiersa 732. godine.
U knjizi Bizant i Rat: Temeljna vojna i ratovodstvena obilježja bizantskoga društva 600. – 1453. autor čitatelju daje pregled bizantske vojne povijesti od početka 7. stoljeća, kroz razdoblje najveće moći, do 15. stoljeća i konačnog sloma Bizantskog Carstva pod napadom Osmanlija. Bizant je u većem dijelu svoje povijesti bio u stanju ratne pripravnosti, a autor opisuje razloge iz kojih su vođeni ratovi i načine ratovanja, život vojnika tijekom vojnih pohoda te nadmoćnu diplomaciju i kvalitetno vojničko vodstvo koji su omogućili dugotrajno preživljavanje unatoč velikim neprijateljskim prijetnjama u neposrednoj blizini.
U knjizi Rimska vojska: Gospodar bojišnica antike – Esencija rimskoga militarizma autor iznosi kako mu cilj nije bio dati prikaz povijesti Rimske Republike i Carstva, iako su nakratko prikazani neki vojni pohodi, povijesna razdoblja i bitke koje su neophodne u promišljanju ove zahtjevne i opsežne teme. Riječ je, prije svega, o sažetom prikazu rimske vojne mašinerije od razdoblja utemeljenja Rima u 8. st. pr. n.e. pa sve do pada rimskoga Carstva 476. godine, s vrlo kratkim osvrtom na izdržljivije Bizantsko Carstvo. Kao što autor navodi, „priča je to o tome što sve mogu postići dobro obučeni i disciplinirani ljudi kada su njihova nastojanja usredotočena na službu državi koja ih je poštovala.“  
U knjizi Začetak sraza Istoka i Zapada: Geneza vojnoteorijskih sustava u Starome vijeku  autor iznosi da je riječ o radu s naglaskom na vojnu perspektivu koji nastoji popuniti prazninu u hrvatskoj historiografiji koja se dotiče iznimno aktualne i, nažalost, dan-danas prisutne teme sukoba Istoka i Zapada. Iako doduše postoji velik broj domaće i strane stručne literature čiji sadržaj obrađuje tu nezahvalnu temu, Začetak sraza Istoka i Zapada prvi put na hrvatskome jeziku i iz pera domaćega autora nudi vrlo koncizan i multidisciplinaran (s naglaskom na vojnu perspektivu) prikaz te vrlo diskutabilne i podosta zahtjevne teme ispisane popularnim i prihvatljivim stilom koji nije namijenjen isključivo stručnjacima. Autor zaključuje da „zvuči pomalo poražavajuće da taj 'sukob civilizacija', koji svoje korijene vuče iz grčko-perzijskih ratova, od svojih začetaka gotovo neprestano tinja tijekom čitave povijesti pa sve do danas.“
U knjizi (2020.) Waffen-SS: Hitlerovi jurišnici smrti - Operacije i ustroj 1939. – 1945. povjesničar Hrvoje Spajić ističe da su Hitlerove elitne postrojbe Waffen-SS-a bile "zamišljene i ustrojene u cilju zaštite nacističkoga militarističkog, totalitarističkog i zločinačkog režima. Taj su zadatak one obavljale s visokom vojničkom učinkovitošću, ali ta militaristička elita Trećega Reicha zakazala je tamo gdje profesionalni vojnik nikad ne bi smio. A to je pitanje zločina. Naime, u sjeni toga diktatorskog režima nalaze se milijuni nevinih žrtava." A pripadnici Waffen-SS-a, piše Spajić, također snose dio odgovornosti za to. Postavljajući ključno pitanje koji su razlozi tomu, autor iznosi sljedeće: "Danas možemo biti svjesni činjenice da na pripadnicima Waffen-SS-a – kao uostalom i kod svih vojnika u povijesti – nije bilo da propitkuju naredbe, nego da ih izvršavaju. A vidjeli smo da su pripadnici Waffen-SS-a bili indoktrinirani ne stavljati pod upitnik zapovijedi svojih nadređenih. Međutim, to je u čisto vojničkomu smislu uobičajeno i neophodno za provedbu i uspjeh vojnih zadataka svih vojski u povijesti. No najviše rangirani časnici Waffen-SS-a dobivali su i naredbe koje se nisu ticale isključivo vojnih zadataka. I to od režima koji je u samoj srži bio zločinački i totalitarni, a upravo su to česti suputnici smrti kroz povijest. Jer svaki je vojnik svojevrsni odraz društva u kojemu živi. A društvo Trećega Reicha, u čije su redove smjeli pristupiti samo arijevci i drugi odabrani, sijalo je smrt gdje god je pošlo ako bi mu netko stao na put. Stoga na pripadnike Waffen-SS-a možemo gledati kao na Hitlerove jurišnike smrti, što oni uistinu jesu bili. Jer naredbe su pristizale od samoga Hitlera, koji je provodio politiku koja nije sprečavala zločin, nego ga je poticala."
U knjizi (2020.) Križarski ratovi – Templarski pogled: Strategije i najvažnije bitke u epohalnome srazu islama s kršćanstvom 1095. – 1291. Spajić iznosi da su „kršćanski sveti rat i ideologija koja ga je nadahnula predstavljali potpuno poricanje miroljubive crte u kršćanstvu, jednako kao što je, uskoro, veliki džihad utihnuo one miroljubive poruke u islamu. Bio je to također prvi imperijalni pothvat kršćanskoga Zapada koji se, nakon stoljeća stagnacije u kojima je islam izbio na povijesnu scenu i prikazao svu moć islamskoga imperijalizma, borio za povratak na međunarodnu scenu.“ Zanimljiva je i sljedeća tvrdnja koju iznosi autor akcentirajući da „mnogi povjesničari ipak ističu da je interakcija između zapadnih kršćanskih i islamskih kultura imala značajnu i pozitivnu stranu jer je utjecala na razvoj europske civilizacije i buđenje renesanse. Veze između Europljana i islamskoga svijeta, koje su se protezale čitavom duljinom Mediterana, doprinijele su boljoj percepciji i razumijevanju islamske kulture na Zapadu. Međutim, taj široki luk interakcija povjesničarima ponekad otežava točnu identifikaciju specifičnih izvora kulturne razmjene ideja i tomu slično.“ 
A od osobitog interesa za složenu bliskoistočnu povijest Spajić iznosi da su „povijesne usporedbe i tradicija ukorijenjeni iz doba srednjega vijeka postali kamen temeljac političkoga islama koji ohrabruje ideje modernoga džihada i dugotrajne borbe, dok sekularni arapski nacionalizam rasvjetljava ulogu zapadnoga imperijalizma. Muslimanski mislitelji, političari i povjesničari povlače paralele između križarskih ratova i modernih političkih događaja kao što su mandati o upravi nad Sirijom, Libanonom, Palestinom i Izraelom koje je UN bio dodijelio Velikoj Britaniji i Francuskoj. Desničarski krugovi u zapadnome svijetu povlače suprotne paralele, smatrajući kako je kršćanstvo danas izloženo islamskoj religijskoj i demografskoj prijetnji koja je analogna situaciji iz doba križarskih ratova. Križarski simboli i protuislamska retorika tako znaju biti prezentirani kao prikladan odgovor, čak i u situacijama iz čisto propagandnih namjera. Ti simboli i ta retorika – koju ponekad možemo čuti na objema stranama – koriste se kako bi se osiguralo religijsko opravdanje za to koja je religija istinitija i kako bi oni poslužili kao inspiracija za borbu protiv religijskih neprijatelja. Ideologija prvih zapadnih kolonija na Bliskome istoku bila je u potpunosti prožeta religijom, koja je također prevladavala i u svjetonazoru i praksi islamskih društava diljem njihova teritorija toga doba.“ Spajić kazuje da iako je kasniji imperijalizam Zapada bio nadahnut jednom sekularnijom ideologijom, on će često dijeliti bezobzirnost i tobožnju pravednost križarskih ratova, te zaključuje svoje djelo iznoseći da je „izgledno kako samo sekularizacija na Zapadu i u islamskim zemljama može biti svojevrsni jamac da sukobi nalik na križarske ratove ostanu u ropotarnici povijesti.“
U svojoj prvoj knjizi na engleskom jeziku pod naslovom Schnellbootwaffe: Adolf Hitler's Guerrilla War at Sea, S-Boote 1939-45, Hrvoje Spajić iznosi priču o ovim posebnim ljudima u službi njemačke mornarice, "čiji gusarski duh i gerilski stil pomorskog ratovanja podsjećaju na drevne pirate i njihov vlastiti način ratovanja." U tekstu je pojašnjeno da se Schnellbootwaffe, ukupnost kapaciteta Schnellboota (njemačkih torpednih čamaca), počela organizirati početkom 1930-ih, kada su u novoj Kriegsmarine mladi časnici, od kojih je većina naučila svoj zanat u staroj carskoj mornarici (Reichsmarine), preuzeli odgovornost za operativnu upotrebu ovih revolucionarnih plovila.
   Spajić ističe da su zahvaljujući pomorskim inženjerima brodogradilišta Lürssen, Nijemci dizajnirali borbeno oružje koje njihovi protivnici nikada nisu uspjeli nadmašiti. U knjizi je istaknuto da su Nijemci nakon lansiranja prve serije Schnellboota, uspjeli proizvesti  stalno poboljšane verzije ovih plovila. Iz knjige je vidljivo da je Schnellbootwaffe ostvarila značajne pobjede za Kriegsmarine na početku rata, „koristeći ta plovila u strategijama visoke razine, uključujući i stil gerilskog ratovanja.“
   Britanci su njemačke torpedne čamce često nazivali E-Boat, a ta su brza plovila bila „istinska prijetnja ne samo obalnoj trgovini, već i kretanju savezničkih brodova nakon Dana-D. Doista, flotile admirala Rudolfa Petersena ostale su borbeno spremne sve do samog kraja, čak i nakon što je odnos snaga bio u korist Saveznika.“

## Djela
- Waffen-SS: Mračne sile zločinačke politike - Vojnici nacionalsocijalizma 1933. – 1945., Naklada Stih, Zagreb, 2010.
- Velika islamska osvajanja 632. – 750., Despot infinitus, Zagreb, 2019.
- Bizant i Rat - Temeljna vojna i ratovodstvena obilježja bizantskog društva 600. – 1453., Naklada Despot infinitus, Zagreb, 2019.
- Rimska vojska: Gospodar bojišnica antike - Esencija rimskoga militarizma, Naklada Despot infinitus, Zagreb, 2019.
- Začetak sraza Istoka i Zapada: Geneza vojnoteorijskih sustava u Starome vijeku (razlike i sličnosti), Despot Infinitus, Zagreb, 2019.
- WAFFEN-SS: Hitlerovi jurišnici smrti - Operacije i Ustroj 1939. – 1945., Despot Infinitus, Zagreb, 2020.
- Križarski ratovi: Templarski pogled - Strategije i najvažnije bitke u epohalnom srazu islama s kršćanstvom 1095. – 1291., Despot Infinitus, Zagreb, 2020.
- SCHNELLBOOTWAFFE: Adolf Hitler's Guerrilla War at Sea, S-Boote 1939-45, Pen&Sword, South Yorkshire, 2021.
- OSMANLIJE: Uspon i pad 1299.-1922., Despot Infinitus, Zagreb, 2022.
- THE OTTOMANS: Rise and Fall 1299-1922, Despot Infinitus, Zagreb, 2022.

## Vanjske poveznice
- Hrvoje Spajić, na međumrežnim stranicama časopisa Vojna povijest.
- povijesni blog Hrvoja Spajića[neaktivna poveznica]